# Ánzola

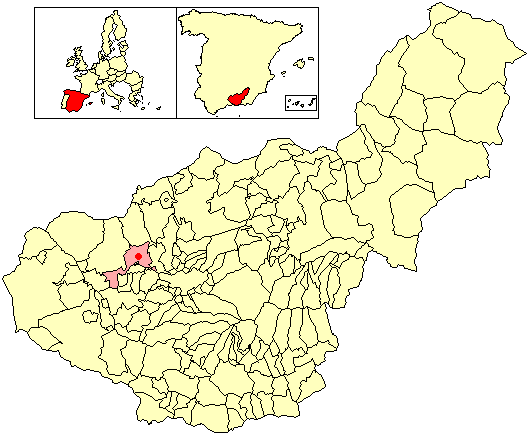
Situación de Ánzola respecto al término municipal de Pinos Puente, en la provincia de Granada.

Ánzola es una localidad española, perteneciente al municipio granadino de Pinos Puente, en Andalucía. Está situada en la parte noroccidental de la Vega de Granada. Cerca de esta localidad se encuentran los núcleos de Casanueva, Zujaira y Valderrubio.

## Historia
Conocida en la antigüedad como  "Ánsola", "Ánsula" y "Áncola", fue una villa ibero-romana y posteriormente alquería granadina. Está situada en el margen derecho aguas abajo del río Velillos, y en sus inmediaciones se puede encontrar gran cantidad de materiales procedentes de construcciones antiquísimas de época ibero-romana y árabe, entre otras, ya que se encuentra muy cerca del Cerro de los Infantes o antigua ciudad de Ilurco.